# الباخرة سودان
پي إس سودان (PS Sudan) هي باخرة دولابية شيدتها شركة توماس كوك العالمية لبناء السفن في إنجلترا عام 1885 ضمن مجموعة من أسطول مراكب يضم باخرتي أرابيا ومصر، وهي أقدم باخرة في نهر النيل. الباخرة مصنوعة من الخشب، وكل المواد المستخدمة في الإنشاء طبيعية وليست بلاستيك، منها الصدادات المصنوعة من القطن، طولها 73 متراً وعرضها 14.5 متراً ووزنها ألف طن. عدد العاملين على الباخرة 70 عاملاً وهو عدد كبير بالنسبة لعدد الغرف والنزلاء. إجمالي عدد الغرف بالباخرة 23 غرفة لخدمة 46 نزيلاً، وتحمل كل غرفة اسم شخصية شهيرة مثل غرفة الملك فاروق، وأجاثا كريستي، ونجيب محفوظ، وأم كلثوم. تمتلئ الباخرة باللوحات الفنية والمقتنيات التاريخية النادرة، ظلت تعمل بماكينة البخار الأصلية، وأصبحت الباخرة الوحيدة في نهر النيل التي تعمل بهذه الآلية وبنفس طريقة التشغيل ثم تطور محرّك السفينة البخارية ولم يعد يستخدم الفحم كوقود، بل الديزل والطاقة الشمسية. تتميز بالممرات الواسعة، وتقع ماكينة التشغيل في منتصف الباخرة وليس في المؤخرة، وقد تم تجديد الباخرة في بداية التسعينيات.
الباخرة «سودان» هي باخرة سياحية تحت إدارة الشركة الفرنسية (Voyageur Du Monde) تقوم برحلات بين الأقصر واسوان
يقول أمير عطية، مدير الباخرة، أطلق اسم السودان عليها ليكون وفقا للقب الرسمي المستخدم لملك مصر في ذلك الوقت في كل الوثائق الرسمية والتوقيعات الملكية وهو «ملك مصر والسودان».
ويضيف أن العائلة المالكة في مصر استخدمت الباخرة السودان مرات قليلة، واشتهرت بأنها باخرة الملك فاروق، لأنه استخدمها مرة واحدة أو مرتين أثناء زيارته لقصره في المطاعنة (قبيلة بجنوب الأقصر.. لُقِبَت ببلد الألف قاضي) أو فندق "كتراكت" بمدينة أسوان أو فندق "ونتر بالاس" في الأقصر.

## أجاثا كريستي والباخرة

الباخرة "سودان" في نهر النيل

استلهمت الكاتبة الإنجليزية أجاثا كريستي فكرة روايتها الشهيرة «موت فوق النيل» من الباخرة السودان بعد قضاء عدة أيام على متنها أثناء زيارتها لمصر عام 1934، حيث تلقت مع زوجها دعوة للإقامة في فندق «ونتر بالاس» في الأقصر، ثم قاما برحلة نيلية لبضعة أيام على ظهر سفينة «سودان» قبل أن تختتم جولتها في فندق «أولد كتراكت» بمدينة أسوان، وتحولت الرواية إلى فيلم سينمائي حمل اسمها في 1978 وتم تصوير أجزاء منه على الباخرة، كما تم تصوير نسخة جديدة من القصة في فيلم تلفزيوني على متن الباخرة السودان أيضا عام 2004  للمخرح آندي ويلسون وبطولة النجم ديفيد سوشيه، ثم قدم المخرج البريطاني كينيث براناه نسخة من الفيلم تحت نفس العنوان «جريمة على النيل»، وتم إعداد نسخة جديدة في 2022. عرضت فضائية «يورونيوز»، مقطع فيديو عن الباخرة البخارية «بي إس سودان» المبحرة على طول نهر النيل بجوار مدينة أسوان والتي ألهمت الروائية البريطانية الشهيرة «أجاثا كريستي».

## حفلات الباخرة سودان
ظهر في فترة الخمسينات من القرن العشرين نشاط فني كبير على مسرح الباخرة سودان وكان يتم تسجيل هذه الحفلات لتذاع بالإذاعة المصرية. شارك بالغناء في هذه الحفلات معظم نجوم الغناء وقتها مثل كارم محمود ومحمد عبد المطلب وعباس البليدي وليلى حلمي وعبد العزيز محمود وعبد الحليم حافظ  ومحمد قنديل وشفيق جلال وشهرزاد وفاطمة علي ونجاة الصغيرة ونازك وبرلنتي حسن وغيرهم.

## وصلات خارجية
- الباخرة المصرية سودان الموقع الرسمي
- برلنتي حسن - عتاب - حفل الباخرة سودان 1954
- الباخرة سودان
- الباخرة سودان
- الباخرة سودان
- الباخرة سودان
- الباخرة سودان